# Geopark Sardona

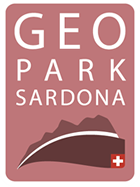
Logo Geopark Sardona

Der Geopark Sardona ist ein regionaler Geopark, der Erdgeschichte in einem zusammenhängenden Gebiet der Schweizer Kantone St. Gallen, Glarus und Graubünden erlebbar machen will. Kerngebiet ist die Tektonikarena Sardona mit der Glarner Hauptüberschiebung, die 2008 von der UNESCO als Weltnaturerbe aufgenommen wurde.

## Gebiet
Der Geopark Sargans umfasst das Sarganserland, den Walensee, das Glarnerland und Teile Nordbündens und der Surselva mit mehrheitlich alpiner bis hochalpiner Landschaft. Die regionalpolitisch angelegten Grenzen sind im Gegensatz zum Perimeter des UNESCO-Kerngebietes juristisch nicht verbindlich. Namensgeber ist der das Parkgebiet dominierende 3056 m hohe Piz Sardona.

## Geschichte
Das 1999 entstandene Regioplusprojekt Geopark wurde am 1. April 2004 vom neu gegründeten Verein Geopark Sardona abgelöst. Der Verein hat seinen Sitz in Engi GL. Er bietet ein Forum für alle geowissenschaftlichen, montanhistorischen (Untertagbau, Bergbau, Gesteinsverarbeitung) und touristischen Aktivitäten im Gebiet des Geoparks. Er will den Erlebnis- und Bildungstourismus stärken, Forschungsstandorte ausbauen,  Betriebe im Bereich Steine und Erden unterstützen und sich für eine nachhaltige Entwicklung einsetzen.
Von 1999 bis 2004 wurde im Rahmen des Regioplusprojektes die Grundlage für den Geopark mit rund 40 Teilprojekten gelegt. Das Projekt beinhaltet die Gesamtdarstellung als Ausstellung, das nationale und internationale Netzwerk, entsprechende Marketingmassnahmen (Info-Broschüre, Info-Tafeln, Messen), Geotop-Inventar, Tourismus (Schulen, GeoSchiff, GeoPark-Höhenweg, Projekte GeoStätten), Vorbereitung einer GeoPark-Guide-Ausbildung, Industrie und Gewerbe, Forschung und Sicherheitsfragen.
Wichtigstes Teilprojekt war der Start des UNESCO-Aufnahmegesuch für die Glarner Hauptüberschiebung, das 2003 an die IG UNESCO-Weltnaturerbe (heute IG Tektonikarena Sardona) übergeben werden konnte.
Der Verein Geopark Sardona hatte 2011 über 600 Mitglieder.

## Sehenswürdigkeiten, Geostätten, Besucherzentren

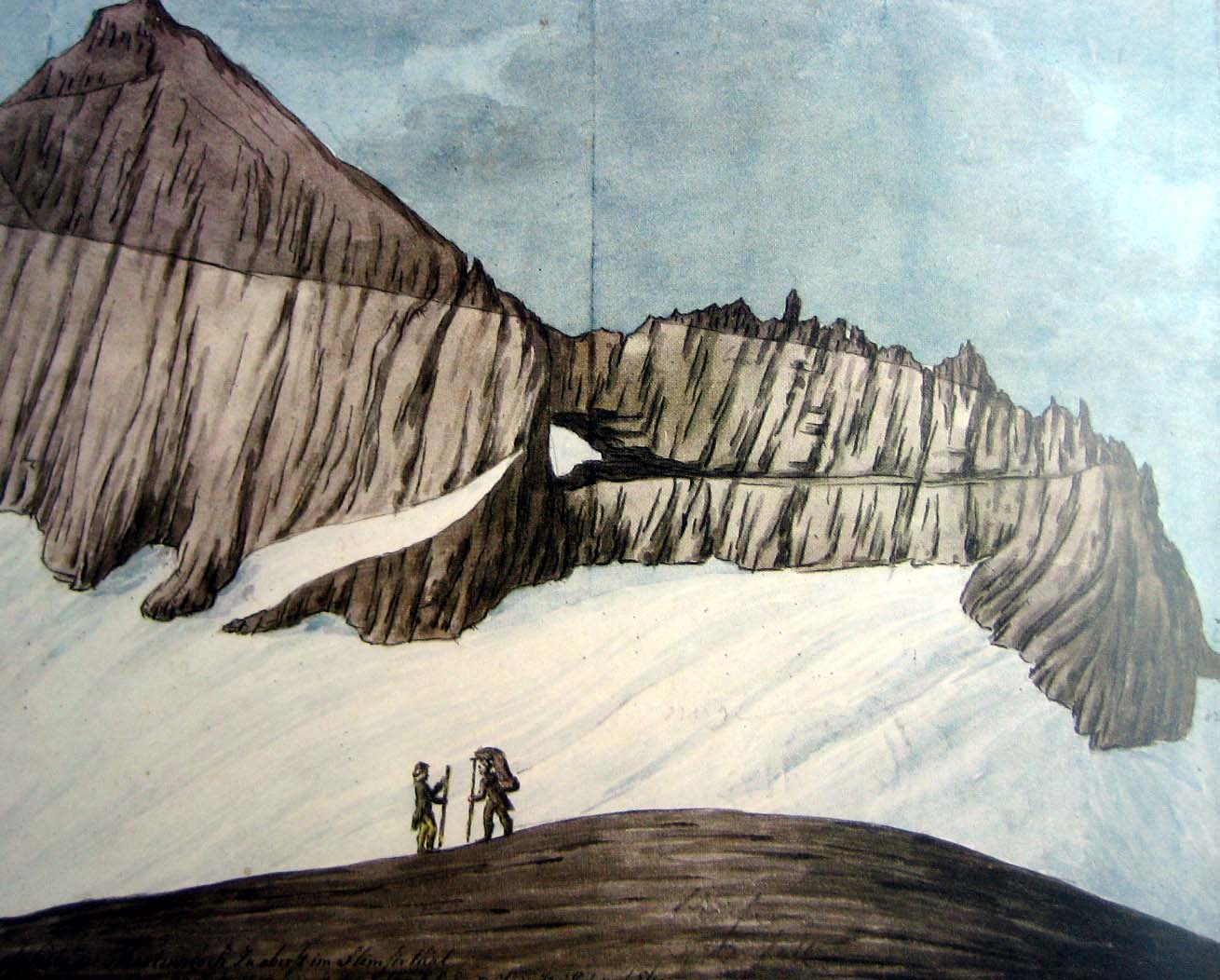
UNESCO-Weltnaturerbe: Glarner Hauptüberschiebung

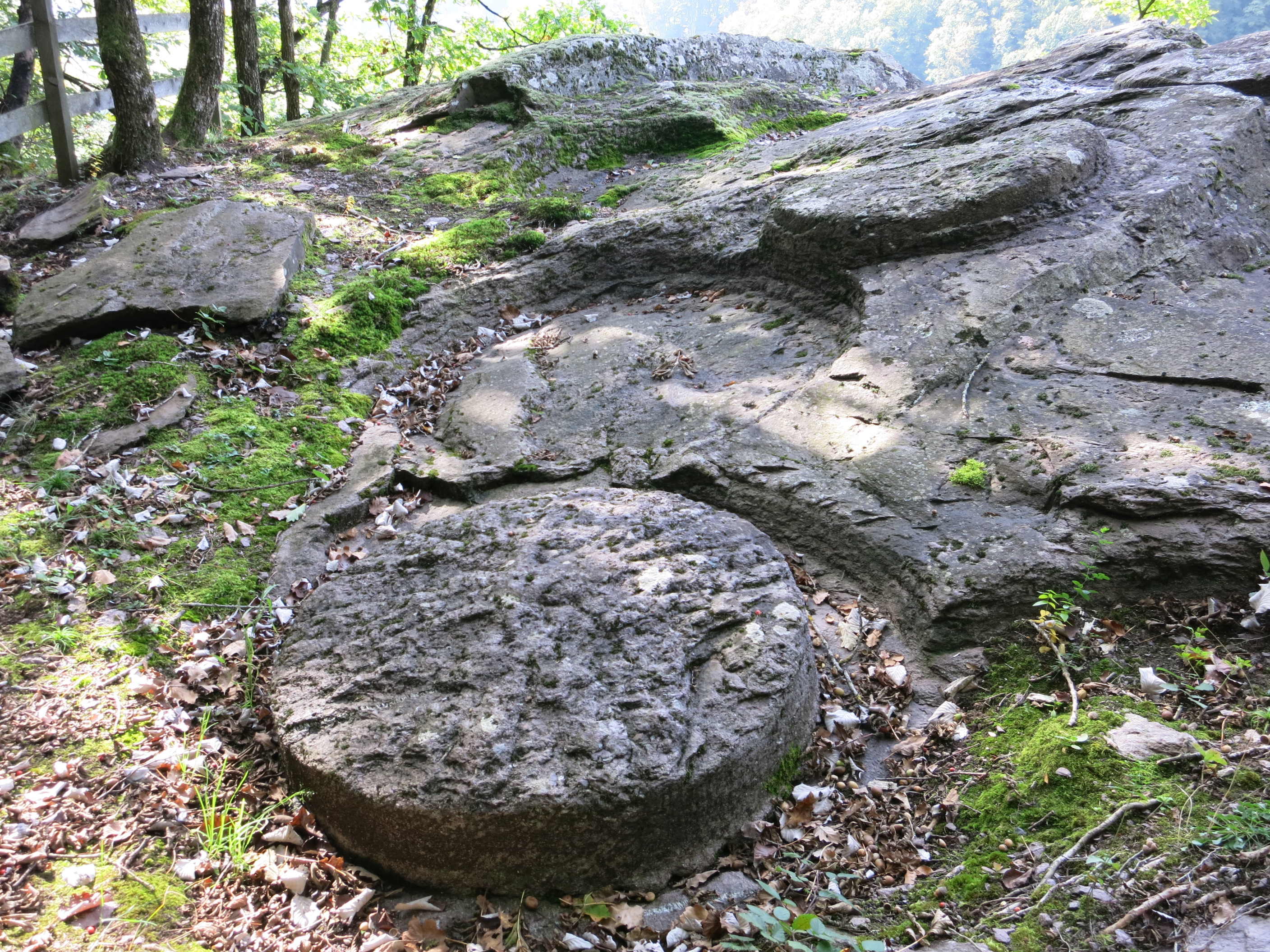
Mühlsteinbruch Geoweg Mels

Im Geopark gibt es ein vielfältiges, erlebnis- und bildungstouristisches Angebot in Form von sogenannten Geostätten mit Schwerpunkten Geologie, Erdgeschichte und Bergbau (Besucherbergwerke):
- Amden[2]
- Wasserfall Berglistüber[3]
- Schiefertafelfabrik Elm[4]
- Landesplattenberg Engi[5]
- Linth-Escher-Auditorium[6]
- Gigerwaldsee[7]
- Glarus[8]
- Eisenbergwerk Gonzen[9]
- Hirzli[10]
- Kistenpass[11]
- Kraftwerke Linth-Limmern[12]
- Bergwerk Lochezen[13]
- Geoweg Mels[14]
- Artilleriewerk Magletsch
- Parc la Mutta[15]
- Ruinaulta[16]
- Sardona-Welterbe-Weg[17]
- Museum Sarganserland[18]
- Seerenbachfälle[19]
- Steinbruch Schollberg[20]
- Taminaschlucht[21]
- Saurierspuren am Tödi[22]
- Vättner Fenster und Drachenlochmuseum[23][24]

Im Januar 2012 wurde das Besucherzentrum Glarnerland eröffnet. 